# Ihor Tabourets
Ihor Tabourets (en ukrainien : Ігор Іванович Табурець), né le 6 décembre 1973 à Tcherkassy, est un militaire et gouverneur ukrainien.

## Biographie
Il travaille dans le renseignement et la sécurité nationale, avec le grade de général. Il est le gouverneur de l'oblast de Tcherkassy depuis le 1er mars 2022.